# Luquesina
Dans le monde de la tauromachie, la Luquesina est une passe de muleta  créée par Daniel Luque à Nîmes lors de la feria des vendanges 2009. Elle marque une étape originale dans le toreo parce qu'elle reprend une coutume abandonnée par les matadors depuis les années 1980 :  donner le nom du matador à une passe qu'il a créée.

## Description de la Luquesina
Il s'agit d'une série de passes de muleta, avec changements de main derrière le dos, le matador ayant laissé son épée plantée dans le sable. Daniel Luque la réalise pour la première fois en septembre 2009, à Nîmes, lors de la feria des vendanges (voir sur le site de Feria TV, les 2 séries de Luquesina réalisées à partir de 6 min 10 s). En août 2012, dans les arènes de Bayonne, il réitère sa performance et Jean Alain Gaits écrit dans le journal La Nouvelle République des Pyrénées : « Il a inventé ce que les spécialistes du mundillo appellent la Luquesina, séries de passes personnelles et fleuries. Le tout en fait un torero particulièrement apprécié et respecté, d'autant qu'il n'hésite pas à affronter des toros d'élevages difficiles ».

## Rappel sur les inventions de passes
La plupart des passes de muleta ou de cape ont été inventées par certains matadors, pour la plupart originaires d'Amérique latine comme le matador mexicain Carlos Arruza qui a inventé la arrucina à laquelle il a donné son nom. Ou bien elles ont été créées par un matador, mais attribuée à un autre qui était plus célèbre que l'inventeur. C'est le cas de la Manoletina, création de Pepe Ortiz, mexicain, attribuée finalement à Manolete qui était plus célèbre.  
Il est toujours difficile de dater l'invention d'une passe. On sait que l'arrucina a été présentée le 2 avril 1945 à Barcelone mais on ne sait pas quel jour ni où Arruza l'a inventée.  C'est pourquoi il n'est pas inutile de garder en mémoire l'année et le lieu où la Luquesina a été créée. D'autant plus que depuis les années 1990, les ouvrages les plus récents comme celui de Jean-Baptiste Maudet, ou le dictionnaire de Robert Bérard, ne mentionnent rien de nouveau en matière de passes  qui semblent toute avoir été inventées avant 1980. Les dernières étant le Redondo réinventé par Paco Ojeda dans les années 1980 et peu avant lui, El salto de la rana (Le Saut de grenouille) inventé par El Cordobés à la fin des années 1960.

## Évolution des matadors contemporains
Beaucoup de toreros comme El Juli, Sébastien Castella, Manzanares junior, Morante de la Puebla ont souvent toréé en Amérique latine où l'on apprécie beaucoup la variété des passes et où les taureaux très vifs se prêtent à des faenas plus longues et plus variées. Les toreros européens qui sont aussi allés toréer là-bas (parce qu'ils n'avaient pas l'âge règlementaire exigé pour toréer en Europe) y ont appris un très grand nombre de nouvelles passes et les ont ramenées en Europe, sans songer à leur donner un nom. La fin des années 1990 a vu apparaître de nombreuses passes qui étaient jusque-là considérées comme des fioritures et que l'on a incluses dans l'esthétique des « toreros artistes, » aussi bien que dans celle des « toreros durs. »